# Lađana
Lađana (en serbe cyrillique : Лађана) est un village du nord du Monténégro, dans la municipalité de Pljevlja.

## Démographie

### Évolution historique de la population
| 1948 | 1953 | 1961 | 1971 | 1981 | 1991 | 2003 |
| ---- | ---- | ---- | ---- | ---- | ---- | ---- |
| 156  | 176  | 193  | 177  | 159  | 106  | 72   |